# Shabbes goy

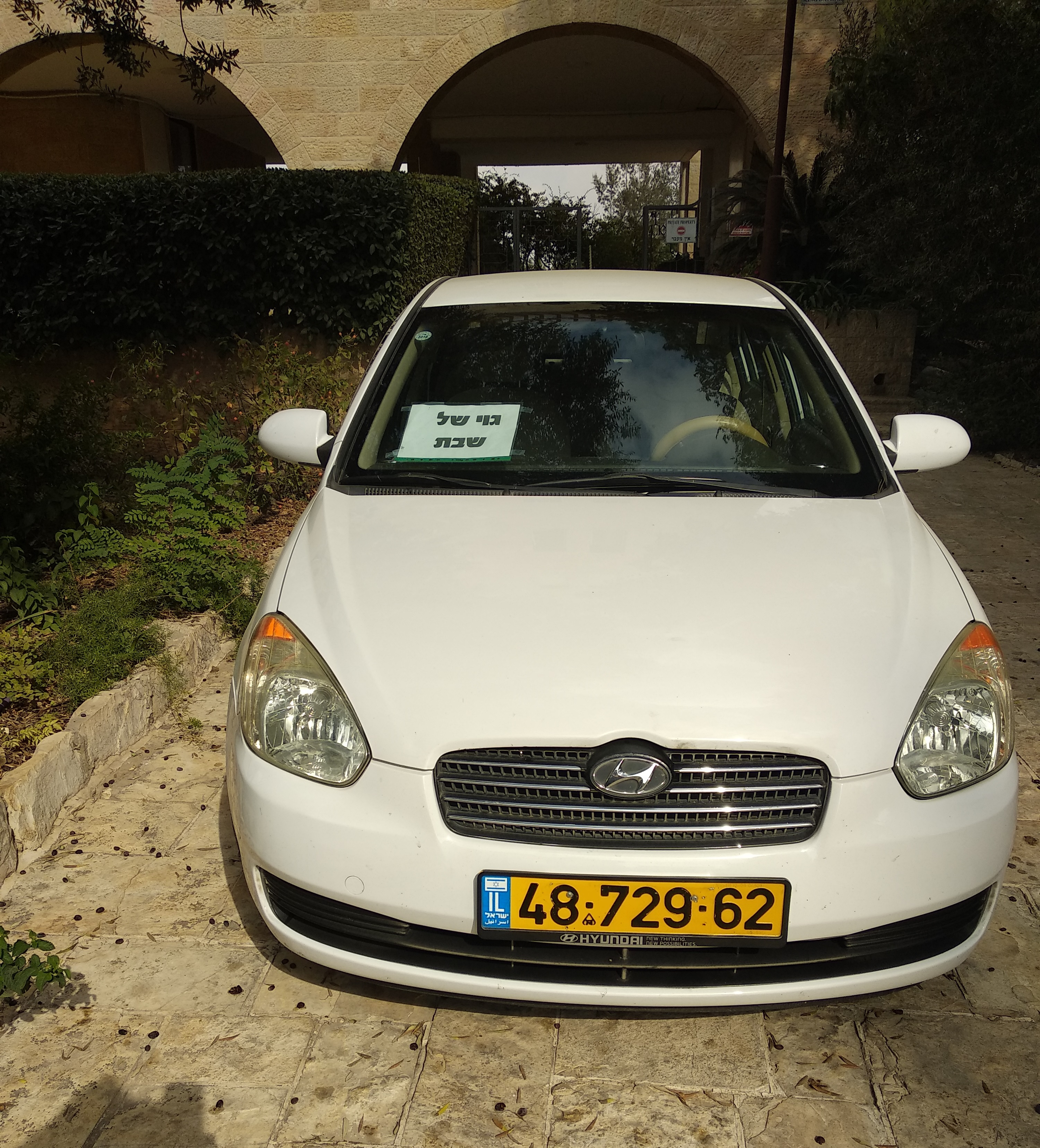
Une voiture à Jérusalem avec une pancarte « Shabbes goy »

Un Shabbes goy, Shabbat goy ou Shabbos goy (yiddish : שבת גוי ; hébreu moderne : גוי של שבת goy shel shabbat) est quelqu'un qui aide régulièrement une personne ou une organisation juive en exécutant pour elle certains actes que la loi juive lui interdit le jour du Shabbat. L'expression combine le mot « Shabbes » (שבת), qui se réfère au Shabbat, et le mot « goy » (גוי), qui désigne « l'étranger » ou « le non-juif ».
Le judaïsme interdit certains types de travaux à l'occasion du Shabbat [Lesquels ?]. Selon certaines directives (comme celles du Shulhan Aroukh, seul code de lois juives), un non-juif peut exécuter certains actes dont les juifs ont besoin, mais qu'ils n'auraient pas le droit de faire eux-mêmes. Dans certaines maisons et certaines synagogues, c'est une personne non-juive (qui doit obligatoirement ne pas appartenir à la famille qui fréquente ladite synagogue) qui peut être désignée en tant que Shabbes goy du lieu. Il s'agit en règle générale d'une personne habituellement présente indépendamment de cet emploi particulier, comme un baby-sitter ou un membre de l'équipe d'entretien de la synagogue, et elle est le plus souvent rémunérée pour ce travail. Avant le XXe siècle, on s'adressait généralement à des Shabbes goyim pour allumer (ou rallumer) les fourneaux dans les maisons juives pendant l'hiver, aller chercher du bois… Aujourd'hui, il s'agit par exemple d'actionner l'interrupteur électrique. Aux États-Unis, les hommes politiques Colin Powell et Mario Cuomo aidèrent tous deux leurs voisins juifs de cette façon, dans leur jeunesse. Ce fut également le cas des artistes Martin Scorsese et Elvis Presley, au cours de leur adolescence.
Une telle pratique est interdite par la Torah. L'Exode (20:8-11) dit formellement que chacun dans son foyer devrait se reposer le jour du Shabbat : « Souviens-toi du jour du repos, pour le sanctifier. Tu travailleras six jours, et tu feras tout ton ouvrage. Mais le septième jour est le jour du repos de l’Éternel, ton Dieu : tu ne feras aucun ouvrage, ni toi, ni ton fils, ni ta fille, ni ton serviteur, ni ta servante, ni ton bétail, ni l’étranger qui est dans tes portes. Car en six jours l’Éternel a fait les cieux, la terre et la mer, et tout ce qui y est contenu, et il s’est reposé le septième jour : c’est pourquoi l’Éternel a béni le jour du repos et l’a sanctifié. »
La même indication se trouve en Exode 23:12 : « Pendant six jours, tu feras tes travaux, et le septième jour, tu te reposeras, afin que se reposent ton bœuf et ton âne et que reprennent souffle le fils de ta servante ainsi que l'étranger. »
Il n'est donc pas bien vu, dans le judaïsme orthodoxe, de recourir aux services d'un Shabbes goy, car faire travailler autrui revient à « rompre le Shabbat ».

## Référence de traduction
- (en) Cet article est partiellement ou en totalité issu de l’article de Wikipédia en anglais intitulé « Shabbat goy » (voir la liste des auteurs).